# Теракт в Пешаваре (2023)
Террористический акт в Пешаваре — террористический акт, совершённый террористом-смертником  в шиитской мечети Пешавара (Хайбер-Пахтунхва, Пакистан) в понедельник 30 января 2023 года во время полуденной молитвы Зухр. Погибли по меньшей мере 84 человека и ранено свыше 200 человек.

## Предыстория
В конце XX и начале XXI веков Северо-Западный Пакистан часто подвергался нападениям исламистов. В 2004 году их атаки переросли в мятеж. В Пешаваре ранее происходили теракты, в том числе в шиитских мечетях (2015 и 2022 годах), а также в 2013 году в христианском храме.

## События
Предположительно взрывное устройство привёл в действие смертник, сидевший в первом ряду. Часть стены мечети была разрушена, завалив молящихся.
10 раненых в критическом состоянии привезли в больницу «Леди Ридинг» в Пешаваре.

## Ответственность
По состоянию на день взрыва ни одна группировка не взяла на себя ответственность за теракт, но предполагается, что это могло быть совершено пакистанскими талибами.